# Andrea Nahrgang
Andrea Nahrgang, född 20 februari 1978 i Wayzata i Minnesota, är en amerikansk före detta skidskytt som tävlade i skidskytte vid de olympiska vinterspelen 2002. Hon ställde upp i sprinttävlingen, jaktstarten och stafetten.
Hon är dotter till Jim Nahrgang, som spelade professionell ishockey på 1970-talet.

### Anmärkning
1. ↑  Vissa källor hävdar att Nahrgang är född i Philadelphia i Pennsylvania. Hennes far spelade för Philadelphia Firebirds när hon föddes.